# セントチャールズ郡 (ルイジアナ州)
セントチャールズ郡（英: St. Charles Parish）は、アメリカ合衆国ルイジアナ州の南部に位置する郡である。2010年国勢調査での人口は52,780人であり、2000年の48,072人から9.8％増加した。郡庁所在地は国勢調査指定地域のハーンビル（人口3,344人）であり、同郡で人口最大の町はルーリング（人口12,119人）である。18世紀と19世紀は、1720年代に大挙して移民してきたドイツ人開拓者が開いたミシシッピ川沿い、ジャーマン・コーストの一部だった

## 地理
アメリカ合衆国国勢調査局に拠れば、郡域全面積は410平方マイル (1,062 km2)であり、このうち陸地284平方マイル (735 km2)、水域は127平方マイル (328 km2)で水域率は30.85％である。

### 主要高規格道路
- 州間高速道路10号線
- 州間高速道路310号線
- アメリカ国道61号線
- アメリカ国道90号線
- ルイジアナ州道18号線
- ルイジアナ州道3127号線
- ルイジアナ州道48号線

### 隣接する郡
- ポンチャートレイン湖 - 北東
- ジェファーソン郡 - 東
- ラフォーシュ郡 - 南西
- セントジョンザバプテスト郡 - 北西

## 郡政府
セントチャールズ郡は行政府と立法府によって統治されている。行政府は郡長（Parish President）が首長である。
立法府は9人の委員会で構成されている。郡内は7つの地区に分割され、それぞれ1人の委員が選出される。さらに2人が郡全体を選挙区に選出される。郡全体の選出者は"A" 委員と "B" 委員とされ、"A" 委員は東岸の住民であり、"B" 委員は西岸の住民でなければならない。

## 人口動態
以下は2000年国勢調査による人口統計データである。
| 基礎データ - 人口: 48,072人 - 世帯数: 16,422 世帯 - 家族数: 13,088 家族 - 人口密度: 65人/km2（170人/mi2） - 住居数: 17,430軒 - 住居密度: 24軒/km2（62軒/mi2） 人種別人口構成 - 白人: 72.40% - アフリカン・アメリカン: 25.23% - ネイティブ・アメリカン: 0.26% - アジア人: 0.55% - 太平洋諸島系: 0.01% - その他の人種: 0.64% - 混血: 0.91% - ヒスパニック・ラテン系: 2.80% 年齢別人口構成 - 18歳未満: 30.3% - 18-24歳: 8.3% - 25-44歳: 31.4% - 45-64歳: 21.0% - 65歳以上: 9.0% - 年齢の中央値: 34歳 - 性比（女性100人あたり男性の人口） - 総人口: 95.2 - 18歳以上: 91.7 | 世帯と家族（対世帯数） - 18歳未満の子供がいる: 43.4% - 結婚・同居している夫婦: 60.4% - 未婚・離婚・死別女性が世帯主: 14.7% - 非家族世帯: 20.3% - 単身世帯: 16.7% - 65歳以上の老人1人暮らし: 5.4% - 平均構成人数 - 世帯: 2.90人 - 家族: 3.27人 収入と家計 - 収入の中央値 - 世帯: 45,139米ドル - 家族: 50,562米ドル - 性別 - 男性: 40,651米ドル - 女性: 24,780米ドル - 人口1人あたり収入: 10,054米ドル - 貧困線以下 - 対人口: 11.4% - 対家族数: 9.3% - 18歳未満: 14.2% - 65歳以上: 12.4% |

## 都市と町

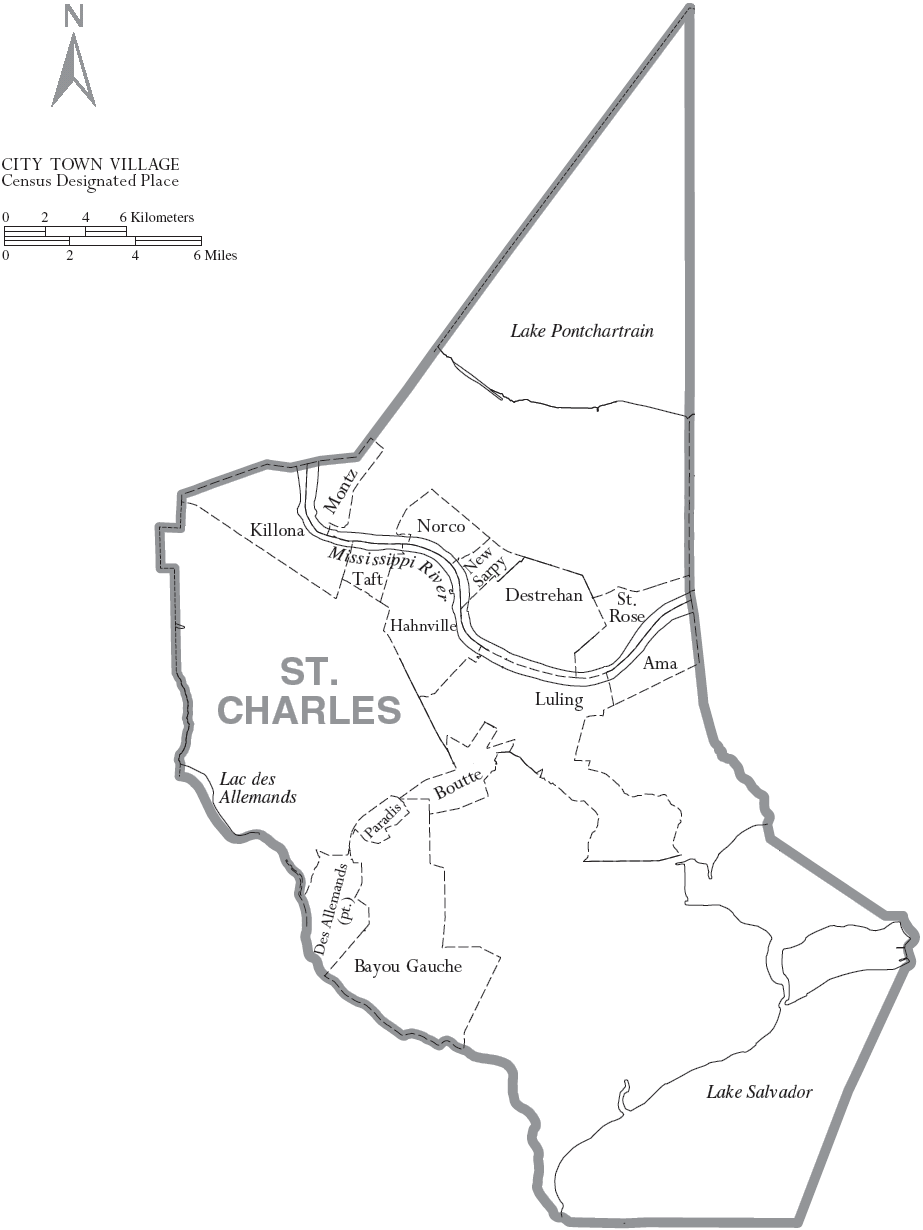
セントチャールズ郡図

セントチャールズ郡には法人化された町が無い。以下のリストは国勢調査指定地域または未編入領域である
| - アマ - バイユーゴーシェ - ブート - デスアレマンズ - デストレハン - オーモンド - ハーンビル - 郡庁所在地 - キロナ - ルーリング - モンツ - ニュサーピー - ノルコ - パラディス - セントローズ - タフト |

## 著名な出身者
- エド・リード、セントローズ生まれ、アメリカンフットボール選手、ボルチモア・レイブンズ